# Automobil electric
Automobilul electric sau electromobilul este un vehicul cu emisii zero propulsat de un motor electric, cu alimentare de la o sursă de electricitate, de obicei baterie de vehicul electric sau supercondensator. 
În comparație cu autovehiculul hibrid, (cum ar fi Toyota Prius), care funcționează pe bază de acumulator și benzină, autovehiculul electric funcționează în exclusivitate cu ajutorul curentului electric, furnizat prin acumulatori. 

## Istoric
Vezi și Istoria automobilului electric

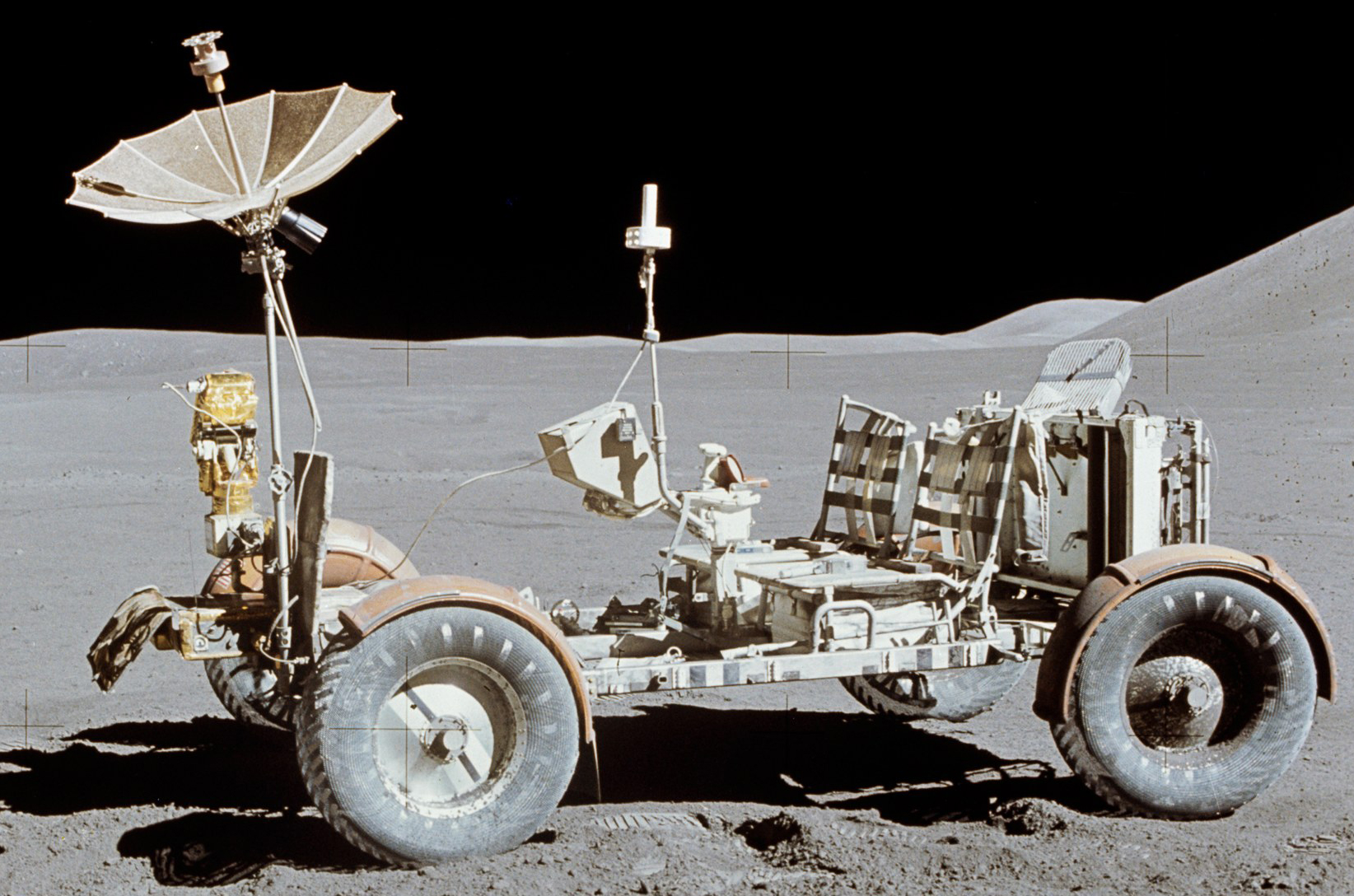
Lunar Roving Vehicle

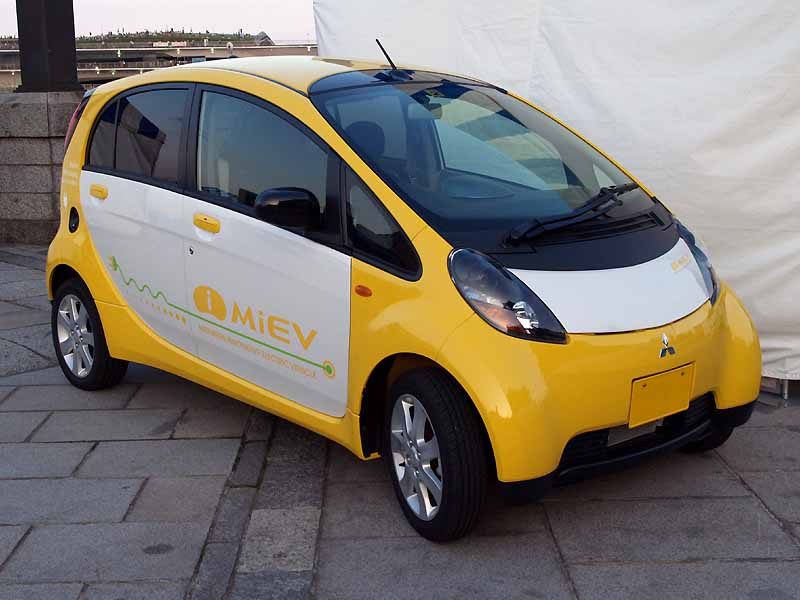
Mitsubishi i-MiEV

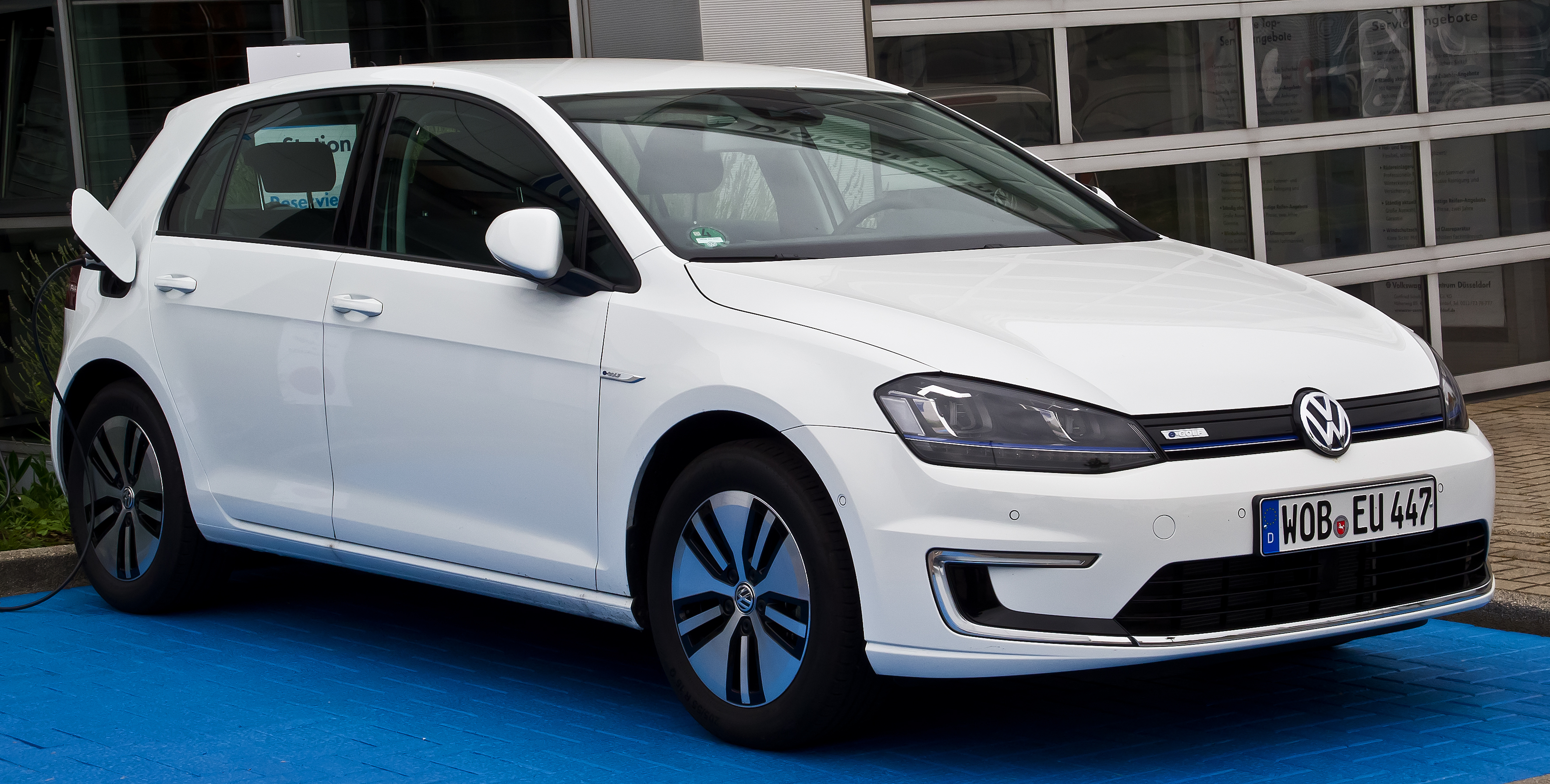
Volkswagen e-Golf

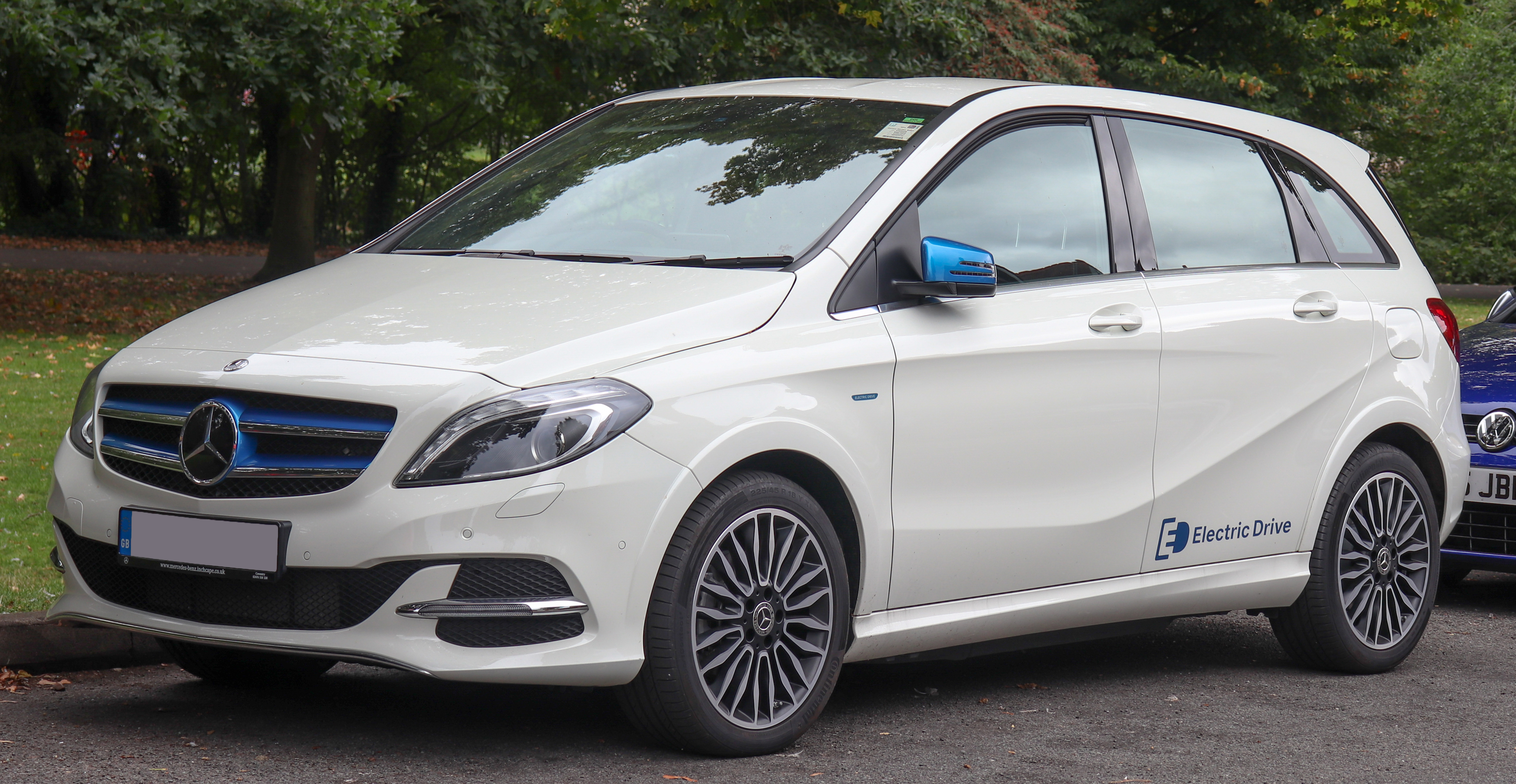
Mercedes-Benz Clasa B Electric Drive

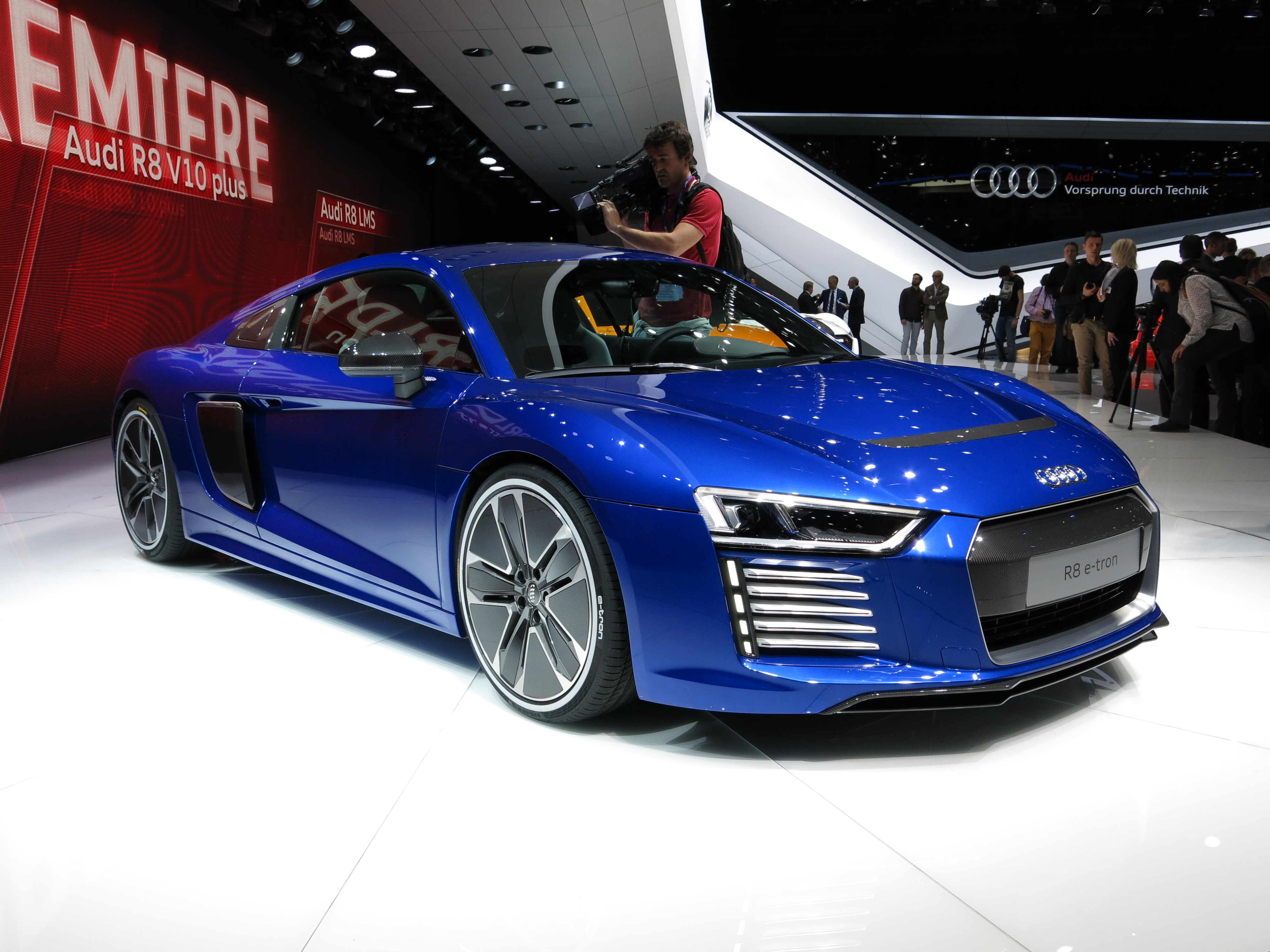
Audi R8 e-tron, 2015

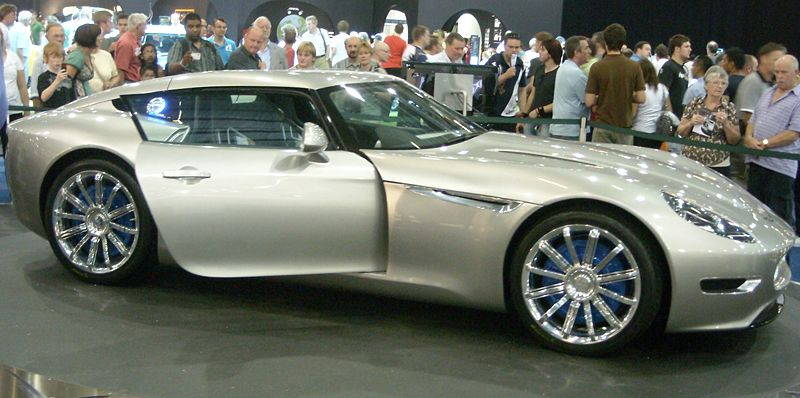
Lightning GT

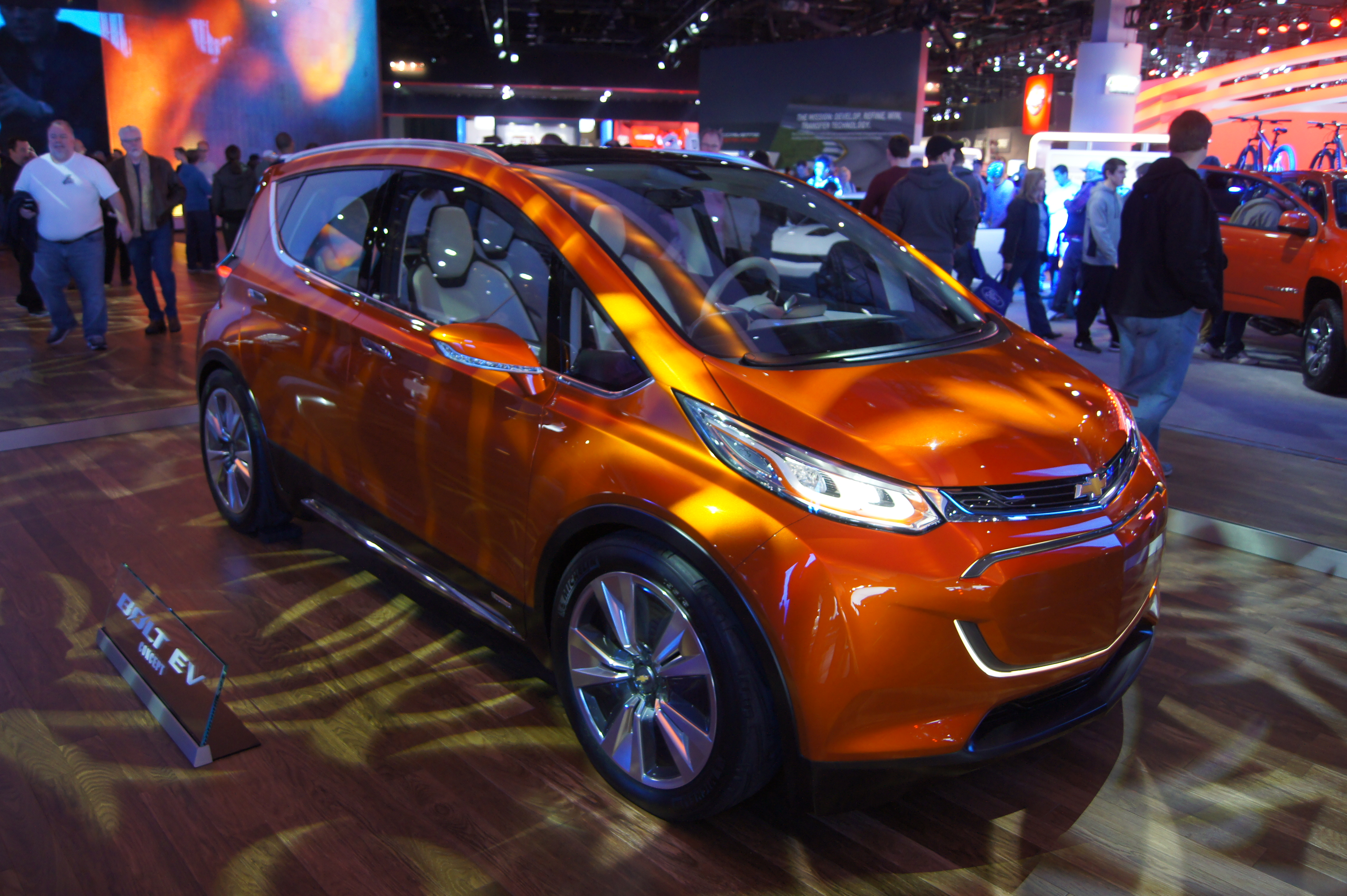
Chevrolet Bolt, din 2016

Primul vehicul electric a fost construit de Robert Anderson in Aberdeen in anul 1839, fiind o locomotivă cu baterii.
Un vehicul electric cu baterii, dezvoltat de Boeing si General Motors a fost utilizat de astronauții din Programul Apollo pe Lună (Lunar Roving Vehicle).
Deși General Motors a construit și lansat pe piață între anii 1996–1999 primul automobil electric modern, EV1 a fost retras de pe piață și reciclat, la presiunea companiilor petroliere și a argumentației unei presupuse lipse de cerere de pe piață.Astfel, anul 2008 reprezintă de fapt începutul erei autovehiculului de serie în totalitate cu alimentare electrică. Este anul în care s-au lansat pe piață diverse concepte de acumulatori cu un randament relativ ridicat și un preț accesibil.

### Listă de automobile electrice
- Bolloré Bluecar
- BMW i3
- Citroën C1
- Citroën C-ZERO
- Chevrolet Spark
- Dacia Spring
- Fiat 500
- Ford Focus
- Honda Fit
- Kia Soul
- Mia electric
- Mitsubishi i-MiEV
- Nissan Leaf
- Peugeot iOn
- Renault Fluence
- Renault Kangoo Z.E.
- Renault ZOE
- Tesla Model S
- Tesla Model 3
- Tesla Model Y
- Tesla Model X
- Tesla Cybertruck (2022)
- Tesla Roadster (2020)
- Toyota Mirai
- Venturi Fétish
- Volkswagen e-Up!
- Volkswagen e-Golf

Mai multe firme au anunțat deja producție de autovehicule electrice după cum urmează:
- Tesla: Tesla Roadster (2008)
- Phoenix Motors (SUA): Phoenix SUV, Phoenix SUT (2008)
- Lightning (Regatul Unit): Lightning GT — cel mai rapid electrovehicul până în prezent (2008): 700 CP, 400 km fără intermediară reîncărcare, 1-100 km/h în 4 secunde. Preț: ca. 220.000 euro
- General Motors (SUA): Chevrolet Spark EV
- Toyota (Japonia): Toyota RAV4 EV (2010)
- Nissan (Japonia): Nissan Leaf (11.2010 în SUA), primul vehicul electric produs în serie
- Mercedes (Germania): (2010)
- Citroën (Franța): Citroën C-Zero (2010)
- Peugeot (Franța): Peugeot iOn (2010)
- Mitsubishi (Japonia): iMiev (produs din 2009 în Japonia)

De asemenea, în Europa și pe plan mondial există deja automobile electrice în serii limitate: Cityel, Elektrabi, Evergreen (Mini), Kewet, Ligier Optima E, Mega Aixam, Panda Elettrica, Smart Pure Elettrica, Twingo Quickshift Elettrica, Open Start Lab, Pasquali E-Setta, REVA, e-Ka și Twike.
Diverse modele în serii limitate de la Citroen, Peugeot, Fiat, Volkswagen, Skoda și alte firme.
Poșta franceză a comandat în 2007 10.000 de automobile electrice pentru următorii 5 ani.
Țări precum Franța, Germania, Israel, SUA își pregătesc infrastructura pentru automobilele electrice.

## Propulsie

### Cerințe generale
Un autoturism electric de clasă medie ar necesita pentru o autonomie de 300 km o sursă cu energie specifică 220 Wh/kg și putere specifică 150-170 W/kg.

### Propulsie prin acumulatori
Firma Altairnano a dezvoltat și produs din 2007 un acumulator litiu-ion modificat cu anod pe bază de titanat de litiu, a cărui capacitate propulsează un autovehicul pe o distanță de max. 400 km, durata de reîncărcare a acumulatorului fiind de numai 10 minute. Acumulatorul se numește Nanosafe și este folosit deja de către firma americană Phoenix Motors care în 2008 lansa pe piață 2 mașini: Phoenix SUV și Phoenix SUT. De asemenea, va fi folosit și pentru modelul Lightning GT — cel mai rapid electrovehicul până în prezent.
Două alte firme s-au profilat în domeniu, Continental și A123 Systems, firme favorizate de către General Motors pentru a produce cel mai probabil acumulatorii pentru noul Chevrolet Volt, anunțat pentru 2010.
Daimler intenționa să scoată pe piață în 2009 primul hibrid cu noul tip de acumulator pe litiu-ion, Mercedes S 400 Bluetec Hybrid, sistemul electronic și acumulatorul propriu-zis fiind construite de Continental, Johnson Controls și Saft.

### Pile de combustie
Informații suplimentare: Vehicul cu pile de combustie
Cerințele pentru propulsia cu pile sunt legate de densitatea de putere, crearea unei infrastructuri de alimentare cu hidrogen sau îmbunătățirea performanțelor pilelor cu alcooli (etanol, metanol, propanol).

### Supercondensatorul ca sursă de energie
Un alt concept este folosirea unui supercondensator, ca acumulator. Condensatorul este în principiu cel mai bun concept pentru a înlocui motoarele convenționale pe benzină, mai bun decât acumulatorul litiu-ion, deoarece nu există reacții chimice, timpul de reîncărcare este foarte scurt, iar randamentul este de 100%. Însă pană în 2008 nu existau produse satisfăcătoare pe piață.
Un nou condensator care ar putea revoluționa industria auto după un secol de cercetare era anunțat în 2008 de către firma americană EEStor, care conform propriilor declarații a descoperit un nou tip de supercondensator, cu o densitate de energie de 340 Wh/kg (condensatorii normali au o densitate în jur de 5 Wh/kg) care va fi produs în serie în scurt timp sub numele de EESU (EEStor Energy Storage Unit). EESU are o masă de 152 kg, un volum de 33 litri, capacitate de 31 Farad, tensiune 3500 V și un preț de 3200 $. Reîncărcarea cu 52 kW/h ar fi posibilă în ca. 6 minute.
Primul automobil cu integrarea acestei tehnologii va fi cityZENN. CityZENN, anunțat pentru 2009, cu o viteză de 125 km/h, iar distanța de deplasare cu o singură încărcare va fi de 400 km. Acest automobil va reduce costurile de întreținere cu 90%, comparativ cu un vehicul obișnuit, conform declarațiilor firmei producătoare Zenn Motors.

## Avantaje și dezavantaje
Avantajele majore ale automobilului electric sunt consumul redus, poluare aproape de zero în afara producției, eficiență/randament foarte mare, accelerare instantă, zgomot foarte redus, întreținere ușoară prin eliminarea unei mari părți a motorului clasic Otto, democratizarea transportului prin lărgirea bazei de producție a sursei energetice până la consumator.
Dezavantajele majore sunt costul ridicat, timpul de încărcare al acumulatorului relativ mare, autonomia redusă de max. 160 km în cazul modelelor Leaf și Volt (în cazul Tesla c. 200-400 km). Acumulatorii își reduc capacitatea până la 50% și chiar mai mult la temperaturi sub 10 °C și de peste 40 °C și tind să se supraîncălzească și chiar să explodeze în unele condiții. De asemenea pot apărea diverse probleme legate de pornire în situații de temperatură foarte scăzută.

## Cum se estimeaza autonomia unui automobil electric
Autonomia unui automobil electric se calculează folosind standardul WLTP (Worldwide Harmonized Light Vehicles Test Procedure), care estimează cât de departe poate merge o mașină cu o singură încărcare, în condiții cât mai apropiate de cele reale. Spre deosebire de vechiul sistem NEDC, testele WLTP includ situații mai diverse: condus urban, extraurban, accelerații și frânări mai realiste, dar și impactul utilizării sistemelor auxiliare, cum ar fi aerul condiționat.
Chiar dacă WLTP oferă o imagine mai realistă, autonomia reală poate varia în funcție de cum și unde este condusă mașina. În România, cea mai mare autonomie pentru un vehicul electric vândut oficial o are Mercedes EQS 450+, care poate parcurge până la 748 km conform standardului WLTP. Rezultatul se datorează unei bateriei cu capacitatea utilizabilă de 107,8 kWh, dar și design-ului aerodinamic foarte bine gândit. 